# リャウディエス・バルサス
『リャウディエス・バルサス』（リトアニア語: Liaudies balsas）は、カナダに住むリトアニア人労働者の新聞。1936年から1976年までトロントで発行された。編集長はヨナス・イーラ。1936年、『ダルビニンクー・ジョディス』より名称変更して創刊された。発行部数は600〜800部。